# Рауль Геррон
Рауль Фернандо Геррон Мендес (ісп. Raúl Fernando Guerrón Méndez, нар. 12 жовтня 1976, Атунтакі, Еквадор) — еквадорський футболіст, що грав на позиції півзахисника.
Виступав, зокрема, за клуби «Депортіво Кіто» та національну збірну Еквадору.

## Клубна кар'єра
У дорослому футболі дебютував 1994 року виступами за команду клубу «Депортіво Кіто», в якій провів три сезони. 
Протягом 1998 року захищав кольори команди клубу «Універсідад Католіка» (Кіто).
Своєю грою за останню команду знову привернув увагу представників тренерського штабу клубу «Депортіво Кіто», до складу якого повернувся 1999 року. Цього разу відіграв за команду з Кіто наступні п'ять сезонів своєї ігрової кар'єри. Більшість часу, проведеного у складі «Депортіво Кіто», був основним гравцем команди.
Протягом 2005 року захищав кольори команди клубу «Барселона» (Гуаякіль).
Завершив професійну ігрову кар'єру у клубі «Універсідад Католіка» (Кіто), у складі якого вже виступав раніше. Прийшов до команди 2006 року, захищав її кольори до припинення виступів на професійному рівні у 2008.

## Виступи за збірну
2000 року дебютував в офіційних матчах у складі національної збірної Еквадору. Протягом кар'єри у національній команді, яка тривала 5 років, провів у формі головної команди країни 34 матчі.
У складі збірної був учасником розіграшу Кубка Америки 2001 року у Колумбії, розіграшу Золотого кубка КОНКАКАФ 2002 року у США, чемпіонату світу 2002 року в Японії і Південній Кореї.